# Al Slater
Alistair Slater (Leicestershire, 25 giugno 1956 – Fermanagh, 2 dicembre 1984) è stato un militare britannico.

## Biografia
Prima di entrare nelle Forze Speciali ha iniziato la sua carriera militare nel 1º Reggimento Paracadutisti; durante questo periodo compare anche in un documentario della televisione britannica in qualità di istruttore di un gruppo di reclute. 
Ha prestato quindi servizio con il grado di Sergente nello Squadrone B dello Special Air Service britannico. Viene ucciso il 2 dicembre 1984 durante un'operazione anti terrorismo contro l'I.R.A., a Kesh in Irlanda del Nord.
L'operazione sgominò una cellula dell'IRA di quattro elementi, coinvolta in precedenza in un attentato contro una pattuglia della polizia dell'Ulster. A seguito di tale operazione Al Slater fu insignito con la Military Medal postuma..

## Decorazioni
- Military Medal - 1986